# Erich Fuchs (SS-Mitglied)

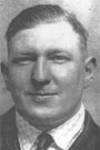
Erich Fuchs

Erich Fuchs (* 9. April 1902 in Berlin; † 25. Juli 1980 in Koblenz) war ein deutscher SS-Scharführer und an der „Aktion T4“ beteiligt sowie im Rahmen der „Aktion Reinhardt“ mit der Installation der Vergasungsanlagen beauftragt.

## Leben
Erich Fuchs, Sohn eines Fabrikinspektors, absolvierte nach dem Besuch der Volksschule eine Autoschlosserlehre und legte 1928 die KFZ-Meisterprüfung ab. Ebenso wie sein Vater, ein aktiver SPD-Funktionär, war er auch von 1927 bis 1933 SPD-Mitglied. Zum 1. Mai 1933 trat er der NSDAP (Mitgliedsnummer 3.022.204) und 1934 der SA bei, von der er später zur SS wechselte. Bis 1935 arbeitete er bei verschiedenen Firmen als Kraftfahrer, bis er bei der Nationalsozialistischen Volkswohlfahrt eine Stelle als Kraftfahrer antrat. Bei einer Tarnorganisation des Reichsluftfahrtministeriums, der Luftfahrthandelsgesellschaft, arbeitete er zu Kriegsbeginn und danach noch als dienstverpflichteter Fahrer für einige Betriebe.

## Aktion T4 und Aktion Reinhardt
Im Jahr 1940 wurde Fuchs für die „Aktion T4“ dienstverpflichtet als Fahrer von Irmfried Eberl und für Versorgungsfahrten. Zunächst war er in der NS-Tötungsanstalt Brandenburg eingesetzt und nach der Verlagerung dieser Anstalt nach Bernburg auch dort. Nach der Versetzung zur „Aktion Reinhardt“ mit zehn weiteren Mitgliedern des T4-Personals aus Bernburg gelangte Fuchs unter der Leitung von Christian Wirth Anfang Januar 1942 in das Vernichtungslager Belzec. Die elf Männer stellten die erste Lagermannschaft von Belzec, und Fuchs brachte während seines sechswöchigen Aufenthalts im Lager seine technischen Fähigkeiten bei der Installation der Vergasungsanlagen in Belzec ein. Gemeinsam mit Erich Hermann Bauer installierte er im April 1942 im Vernichtungslager Sobibor einen aus Lemberg stammenden schweren Motor für die Vergasung mit kohlenmonoxydhaltigen Abgasen der jüdischen Opfer. Fuchs, der Bauer in die Handhabung der Vergasungsanlage einwies, war verantwortlich für die Probevergasung von 30 jüdischen Frauen und der anschließenden Vergasung von mindestens drei Transporten. Ebenfalls mit Bauer wurde Fuchs auch im Vernichtungslager Treblinka mit der Installation der Vergasungsanlagen betraut. Fuchs und Bauer galten als die „Gasmeister“ der „Aktion Reinhardt“. Ende 1942 wurde Fuchs wieder nach Bernburg und ab Dezember 1942 in die Heil- und Pflegeanstalt Wiesloch versetzt. Nach einigen erfolglosen Versuchen gelang es ihm durch die Vermittlung eines Bekannten, im Februar 1943 die „Aktion T4“ zu verlassen.

## Februar 1943 – Mai 1945
In Riga wurde er im Frühjahr 1943 als Fahrer der Ostland-Ölgesellschaft dienstverpflichtet und blieb dies bis zur Räumung Rigas im September 1944. Danach wurde er zu einer Panzerjäger-Abteilung der Waffen-SS nach Potsdam versetzt und während eines Bombenangriffs auf Hameln schwer verletzt. Bei Kriegsende war er in einem Lazarett in Magdeburg.

## Nachkriegszeit
Nach Kriegsende befand er sich zunächst in vierwöchiger russischer und danach in US-amerikanischer Kriegsgefangenschaft in Westdeutschland. Die britische Armee beschäftigte Fuchs als Fahrer und Mechaniker in Bergen-Belsen bis 1946. Anschließend folgten Tätigkeiten als Hilfsarbeiter in der Landwirtschaft, LKW-Fahrer, Mechaniker und Autoverkäufer. Später war er beim TÜV in Koblenz beschäftigt, schied aber 1962 aus Krankheitsgründen aus dem Beschäftigungsverhältnis aus und ging in Rente. Fuchs soll insgesamt viermal verheiratet gewesen sein, davon wurden zwei Ehen geschieden und zwei Ehefrauen starben.

## Belzec-Prozess und Sobibor-Prozess
Im Belzec-Prozess wurde gegen Fuchs und sieben weitere Angeklagte ab August 1963 vor dem Landgericht München verhandelt. Er wurde wegen des Putativnotstandes freigesprochen, da er glaubhaft machen konnte, dass er aus Angst vor Christian Wirth um seine körperliche Unversehrtheit fürchtete. Bereits im März 1963 wurde er im Rahmen des Sobibor-Prozesses in Untersuchungshaft genommen und wegen Beihilfe zum gemeinschaftlichen Mord an mindestens 79.000 Personen zu vier Jahren Haft verurteilt. Dieses Urteil wurde vom Bundesgerichtshof im März 1971 bestätigt. Fuchs starb 1980 in Koblenz.

## Zitat
„Wirth sagte uns, daß in Belzec 'alle Juden umgelegt werden sollten'. Zu diesem Zweck wurden die Baracken als Gaskammern eingerichtet. Ich habe in den Gaskammern Brausedüsen angebracht. Die Düsen wurden nicht an eine Wasserleitung angeschlossen, weil sie nur zur Tarnung der Gaskammern dienen sollten. Den zu vergasenden Juden wurde vorgespiegelt, daß sie gebadet und desinfiziert werden sollten.“